# Liste der Kulturdenkmale in Luxemburg-Rollingergrund
In der Liste der Kulturdenkmale in Luxemburg-Rollingergrund sind alle Kulturdenkmale des luxemburgischen Stadtteils Rollingergrund aufgeführt (Stand: 15. Juli 2025).
| Bild                                                                            | Bezeichnung                                                                     | Lage                                | Beschreibung | Stufe | Eingetragen seit  |
| ------------------------------------------------------------------------------- | ------------------------------------------------------------------------------- | ----------------------------------- | ------------ | ----- | ----------------- |
| Weitere Bilder                                                                  | Schloss Siebenbrunnen                                                           | 326, rue de Rollingergrund (Karte)  |              | PCN   | 18. November 2011 |
| Gebäude                                                                         | Gebäude                                                                         | 96, rue de Rollingergrund (Karte)   |              | PCN   | 14. April 2023    |
| Gebäude mit den Gärten zwischen der rue de Rollingergrund und der rue Knäppchen | Gebäude mit den Gärten zwischen der rue de Rollingergrund und der rue Knäppchen | 47, 49 und 51, Knäppchen (Karte)    |              | PCN   | 13. Februar 2024  |
|                                                                                 | Gebäude                                                                         | 146, rue Jean-François Boch (Karte) |              | PCN   | 24. Juni 2025     |
| Gebäude                                                                         | Gebäude                                                                         | 311, rue de Rollingergrund (Karte)  |              | IS    | 9. August 2012    |
| Wohnhaus                                                                        | Wohnhaus                                                                        | 63, rue Jean-Pierre Huberty (Karte) |              | IS    | 21. März 2016     |
| Wohnhaus                                                                        | Wohnhaus                                                                        | 48, rue de Rollingergrund (Karte)   |              | IS    | 1. Februar 2018   |
| Wohnhaus                                                                        | Wohnhaus                                                                        | 50, rue de Rollingergrund (Karte)   |              | IS    | 1. Februar 2018   |
| Wohnhaus                                                                        | Wohnhaus                                                                        | 1, rue Henri Tudor (Karte)          |              | IS    | 11. Juli 2018     |
| Wohnhaus                                                                        | Wohnhaus                                                                        | 3, rue Henri Tudor (Karte)          |              | IS    | 11. Juli 2018     |
| Wohnhaus                                                                        | Wohnhaus                                                                        | 5, rue Henri Tudor (Karte)          |              | IS    | 11. Juli 2018     |
| Wohnhaus                                                                        | Wohnhaus                                                                        | 99, rue Jean-François Boch (Karte)  |              | IS    | 11. Juli 2018     |

Legende: PCN – Immeubles et objets bénéficiant des effets de classement comme patrimoine culturel national; IS – Immeubles et objets inscrits à l’inventaire supplémentaire

## Quelle
- Liste des immeubles et objets beneficiant d’une protection nationales, Nationales Institut für das gebaute Erbe, Fassung vom 11. Juli 2022, S. 77 f., 86 (PDF)

- Karte mit allen Koordinaten:
- OSM |
- WikiMap

Bahnhofsviertel |
Beggen |
Belair |
Bonneweg |
Cents |
Clausen |
Dommeldingen |
Eich |
Gasperich |
Grund |
Hamm |
Hollerich |
Kirchberg |
Limpertsberg |
Merl |
Mühlenbach |
Neudorf-Weimershof |
Pfaffenthal |
Pulvermühle |
Rollingergrund |
Oberstadt |
Weimerskirch |
Zessingen
Bad Mondorf |
Bartringen |
Bauschleiden |
Bech |
Beckerich |
Befort |
Berdorf |
Bettemburg |
Bettendorf |
Betzdorf |
Bissen |
Biwer |
Burscheid |
Bous-Waldbredimus |
Clerf |
Colmar-Berg |
Consdorf |
Contern |
Dalheim |
Diekirch |
Differdingen |
Dippach |
Düdelingen |
Echternach |
Ell |
Ernztalgemeinde |
Erpeldingen an der Sauer |
Esch an der Alzette |
Esch an der Sauer |
Ettelbrück |
Fels |
Feulen |
Fischbach |
Flaxweiler |
Frisingen |
Garnich |
Goesdorf |
Grevenmacher |
Grosbous-Wahl |
Habscht |
Heffingen |
Helperknapp |
Hesperingen |
Junglinster |
Käerjeng |
Kayl |
Kehlen |
Kiischpelt |
Koerich |
Kopstal |
Lenningen |
Leudelingen |
Lintgen |
Lorentzweiler |
Luxemburg |
Mamer |
Manternach |
Mersch |
Mertert |
Mertzig |
Monnerich |
Niederanven |
Nommern |
Parc Hosingen |
Petingen |
Préizerdaul |
Pütscheid |
Rambruch |
Reckingen/Mess |
Redingen/Attert |
Reisdorf |
Remich |
Roeser |
Rosport-Mompach |
Rümelingen |
Saeul |
Sandweiler |
Sassenheim |
Schengen |
Schieren |
Schifflingen |
Schüttringen |
Stadtbredimus |
Stauseegemeinde |
Steinfort |
Steinsel |
Strassen |
Tandel |
Ulflingen |
Useldingen |
Vianden |
Vichten |
Waldbillig |
Walferdingen |
Weiler zum Turm |
Weiswampach |
Wiltz |
Winseler |
Wintger |
Wormeldingen